# Tirà gorjaestriat
El tirà gorjaestriat (Myiotheretes striaticollis) és un ocell de la família dels tirànids (Tyrannidae).

## Hàbitat i distribució
Habita zones arbustives incloent barrancs, a les muntanyes des de Colòmbia i oest de Veneçuela, cap al sud, fins Perú, centre i sud-est de Bolívia i nord-oest de l'Argentina.